# Wiener Flötenuhr
Wiener Flötenuhr je gramodesková a  CD-cena, která se uděluje od  roku 1969 za nejlepší interpretaci Mozartových děl. Cenu uděluje každé dva roky Mozartgemeinde Wien. 

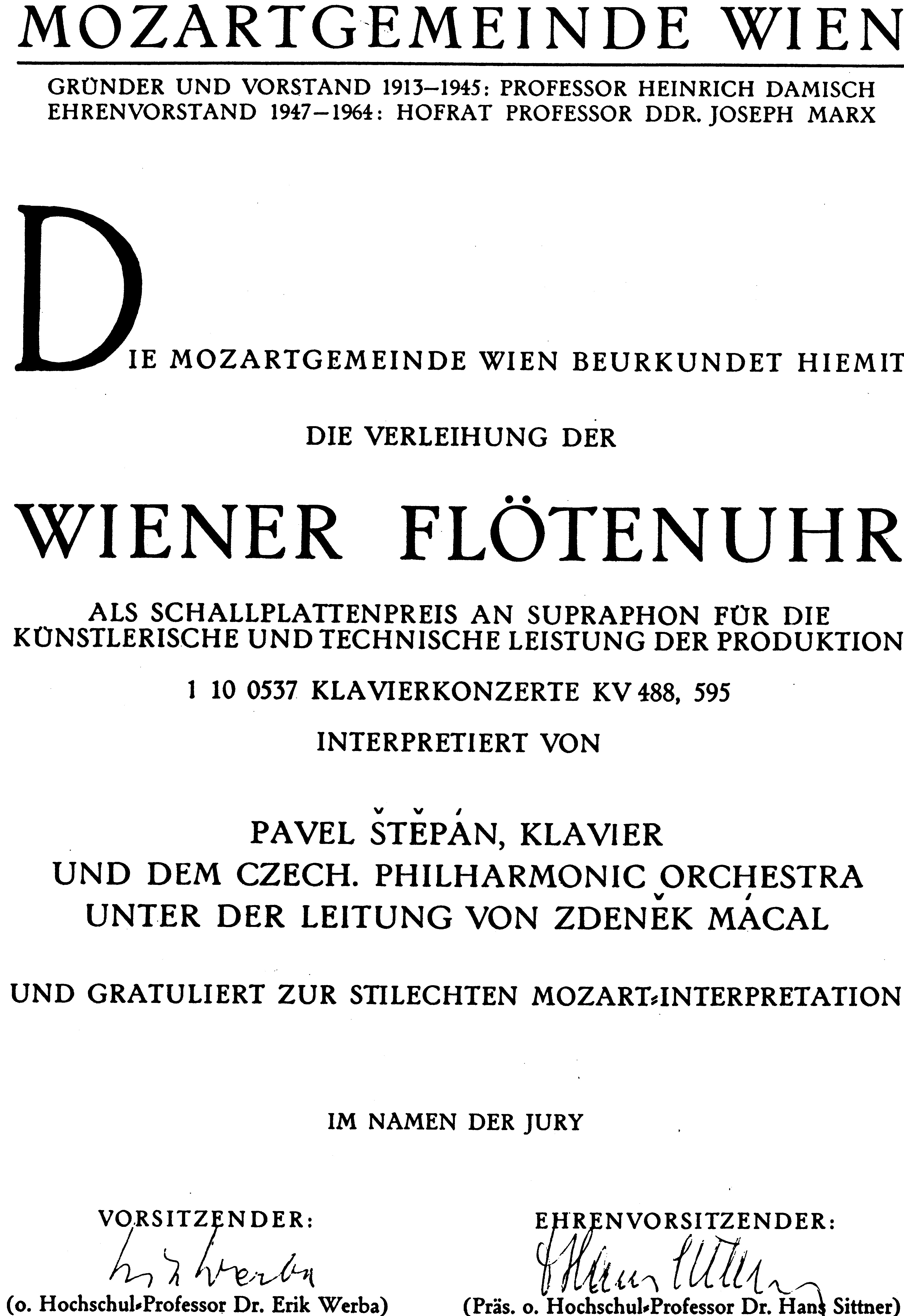
Wiener Flötenuhr 1971

## Dosavadní držitelé
- Pavel Štěpán, Česká filharmonie, Zdeněk Mácal (1971) KV 488,595 Supraphonline
- Igor a David Oistrach a Berliner Philharmoniker (1975)
- Igor Oistrach a Natalia Serzalowa (1981)
- Pavel Štěpán, Česká filharmonie, Václav Neumann (1982) KV 382,491 Supraphonline
- Artis-Quartett (1991)
- Wolfgang Schulz / Hans-Jörg Schellenberger (1995)
- Alban-Berg-Quartett (1996)
- Ruth Ziesak (1997)
- Bo Skovhus (1998)
- Margarete Babinsky (1999)
- Anton Scharinger (2001)
- Edith Lienbacher (2003)
- Barbara Moser/Joanna Madroszkiewicz (2005)
- Haydn Trio Eisenstadt (2007)
- Bertrand de Billy (2009)
- Michael Schade (2011)
- Wiener Sängerknaben (2013)